# Strata Diocletiana
La Strata Diocletiana (en latín, "carretera de Diocleciano") fue una calzada romana foritificada que corría a lo largo del borde del desierto oriental, el limes Arabicus, del Imperio romano. Tal y como sugiere su nombre, fue construido bajo el gobierno del emperador Diocleciano (r. 284-305) como parte de una campaña de construcción de fortificaciones, y estuvo en uso hasta finales del siglo VI.
La carretera estaba provista de una serie de fortificaciones, construidas todas del mismo modo: castra rectangulares de muros muy espesos, con torres que sobresalían al exterior. Normalmente estaban separados por un día de marcha. Comenzaba en la ribera sur del río Éufrates, cerca de Sura, seguía a lo largo del limes frente al enemigo sasánida y continuaba hacia el sudoeste, pasando al este de Palmira y Damasco, hasta coincidir con la Vía Trajana Nova y bajar por el noreste de Arabia.